# L'Arme fatale (série de films)
Pour les articles homonymes, voir L'Arme fatale (homonymie).
 Pour plus de détails, voir Fiche technique et Distribution
L'Arme Fatale (en anglais : Lethal Weapon) est une série de films américains réalisés par Richard Donner, avec Mel Gibson et Danny Glover. Elle est composée de quatre films : L'Arme fatale (1987), L'Arme fatale 2 (1989), L'Arme fatale 3 (1992) et L'Arme fatale 4 (1998).
La saga a par ailleurs été adaptée en série télévisée en 2016.
Le 29 janvier 2020, Dan Lin révèle que la Warner Bros. a commencé la production d'un cinquième opus avec le casting original. Alors que le décès du réalisateur Richard Donner en juillet 2021 semblait entériner le futur de la saga, Mel Gibson annonce en novembre 2021 qu'il réalisera lui-même le 5e volet.

## Fiche technique
|                            | Films                          | Films                          | Films                            | Films                        |
| L'Arme fatale (1987)       | L'Arme fatale 2 (1989)         | L'Arme fatale 3 (1992)         | L'Arme fatale 4 (1998)           |                              |
| -------------------------- | ------------------------------ | ------------------------------ | -------------------------------- | ---------------------------- |
| Réalisateur                | Richard Donner                 | Richard Donner                 | Richard Donner                   | Richard Donner               |
| Scénaristes                | Shane Black                    | Shane Black (histoire)         | Robert Mark Kamen                | Channing Gibson (en)         |
| Scénaristes                | Shane Black                    | Jeffrey Boam                   |                                  | Channing Gibson (en)         |
| Musique                    | Eric Clapton                   | Eric Clapton                   | Eric Clapton                     | Eric Clapton                 |
| Musique                    | Michael Kamen                  |                                |                                  |                              |
| Musique                    | David Sanborn                  |                                |                                  |                              |
| Producteurs                | Richard Donner                 | Richard Donner                 | Richard Donner                   | Richard Donner               |
| Producteurs                | Joel Silver                    |                                |                                  |                              |
| Budget                     | 15 000 000 $                   | 25 000 000 $                   | 35 000 000 $                     | 140 000 000 $                |
| Sociétés de production     | Warner Bros.                   | Warner Bros.                   | Warner Bros.                     | Warner Bros.                 |
| Sociétés de production     | Silver Pictures                |                                |                                  |                              |
| Sociétés de production     |                                |                                | Donner/Shuler-Donner Productions |                              |
| Société de distribution    | Warner Bros.                   | Warner Bros.                   | Warner Bros.                     | Warner Bros.                 |
| Pays d'origine             | États-Unis                     | États-Unis                     | États-Unis                       | États-Unis                   |
| Dates de sortie États-Unis | 6 mars 1987                    | 7 juillet 1989                 | 15 mai 1992                      | 10 juillet 1998              |
| Dates de sortie France     | 5 août 1987                    | 2 août 1989                    | 12 mai 1992                      | 22 juillet 1998              |
| Durée                      | 110 minutes                    | 114 minutes                    | 118 minutes                      | 127 minutes                  |
| Durée                      | 117 minutes (édition spéciale) | 118 minutes (édition spéciale) | 121 minutes (édition spéciale)   | 127 minutes                  |
| Genre cinématographique    | action, comédie policière      | action, comédie policière      | action, comédie policière        | action, comédie policière    |
| Public                     | R                              | R                              | R                                | R                            |
| Public                     | Interdit aux moins de 12 ans   | Tous publics                   | Tous publics                     | Interdit aux moins de 12 ans |

## Distribution
| Personnages         | Films              | Films              | Films              | Films              |
| Personnages         | L'Arme fatale      | L'Arme fatale 2    | L'Arme fatale 3    | L'Arme fatale 4    |
| ------------------- | ------------------ | ------------------ | ------------------ | ------------------ |
| Martin Riggs        | Mel Gibson         | Mel Gibson         | Mel Gibson         | Mel Gibson         |
| Roger Murtaugh      | Danny Glover       | Danny Glover       | Danny Glover       | Danny Glover       |
| Leo Getz            |                    | Joe Pesci          | Joe Pesci          | Joe Pesci          |
| Lorna Cole          |                    |                    | Rene Russo         | Rene Russo         |
| Lee Butters         |                    |                    |                    | Chris Rock         |
| Trish Murtaugh      | Darlene Love       | Darlene Love       | Darlene Love       | Darlene Love       |
| Rianne Murtaugh     | Traci Wolfe        | Traci Wolfe        | Traci Wolfe        | Traci Wolfe        |
| Nick Murtaugh       | Damon Hines        | Damon Hines        | Damon Hines        | Damon Hines        |
| Carrie Murtaugh     | Ebonie Smith       | Ebonie Smith       | Ebonie Smith       | Ebonie Smith       |
| Capitaine Ed Murphy | Steve Kahan        | Steve Kahan        | Steve Kahan        | Steve Kahan        |
| Dr. Stephanie Woods | Mary Ellen Trainor | Mary Ellen Trainor | Mary Ellen Trainor | Mary Ellen Trainor |
| le charpentier      |                    | Jack McGee         | Jack McGee         |                    |

## Liste des personnages

### Leo Getz
Interprété par Joe Pesci dans L'Arme fatale 2, L'Arme fatale 3 et L'Arme fatale 4.
Il rencontre pour la première fois Martin Riggs et Roger Murtaugh dans L'Arme fatale 2, alors qu'ils sont chargés de le protéger avant de s'allier à lui. Commercial vendant toutes sortes de produits, Leo Getz devient également un indicateur les aidant du mieux qu'il peut.
Il a l'habitude de finir ou de commencer ses phrases par des « okay, okay ». Petit, peureux, souriant et volubile, il aime intervenir dans les conversations. Il sait cependant aussi se montrer courageux, n'hésitant pas à se battre lorsque c'est nécessaire.

### Lorna Cole
Interprétée par Rene Russo dans L'Arme fatale 3 et L'Arme fatale 4.
C'est une officier des affaires internes qui croise la route de Riggs et Murtaugh dans l'enquête contre un ancien flic ripoux, Jack Travis dans le troisième film. Elle aime provoquer Riggs et parvient facilement à l'énerver. Ils couchent finalement ensemble, après avoir comparé leurs « blessures de guerre ».
Quelques années plus tard, elle habite avec Riggs sur la plage. Ils auront un enfant ensemble.

### Capitaine Ed Murphy
Interprété par Steve Kahan dans les quatre films
C'est le supérieur hiérarchique de Riggs et Murtaugh au LAPD. Il doit souvent les couvrir et les protéger de ses supérieurs.

### Trish Murtaugh
Interprétée par Darlene Love dans les quatre films
Elle est la femme de Roger Murtaugh et la mère de Rianne, Nick et Carrie. Elle est femme au foyer.
Dans le 4e, on découvre qu'elle écrit des romans érotiques sous le pseudonyme d'Ebony Clark.

## Accueil

### Critiques
| Film                 | Rotten Tomatoes        | Rotten Tomatoes        | Metacritic           | Moyenne par film |
| Film                 | Overall                | Top Critics            | Metacritic           | Moyenne par film |
| -------------------- | ---------------------- | ---------------------- | -------------------- | ---------------- |
| L'Arme fatale        | 90 % (40 commentaires) | 88 % (8 commentaires)  | 67 (14 commentaires) | 82 %             |
| L'Arme fatale 2      | 82 % (34 commentaires) | 100 % (5 commentaires) | 70 (13 commentaires) | 84 %             |
| L'Arme fatale 3      | 59 % (39 commentaires) | 43 % (7 commentaires)  | 36 (17 commentaires) | 46 %             |
| L'Arme fatale 4      | 54 % (61 commentaires) | 55 % (11 commentaires) | 37 (21 commentaires) | 49 %             |
| Moyenne par critique | 71 %                   | 72 %                   | 53 %                 |                  |

### Box-office
| Film            | Année  | Recettes au box-office | Recettes au box-office | Recettes au box-office | Entrées            | Entrées           | Budget        | Référence |
| Film            | Année  | États-Unis Canada      | Reste du monde         | Mondial                | France             | Île-de-France     | Budget        | Référence |
| --------------- | ------ | ---------------------- | ---------------------- | ---------------------- | ------------------ | ----------------- | ------------- | --------- |
| L'Arme fatale   | 1987   | 65 207 127 $           | 55 000 000 $           | 120 207 127 $          | 1 857 521 entrées  | 418 018 entrées   | 15 000 000 $  | ,         |
| L'Arme fatale 2 | 1989   | 147 253 986 $          | 80 600 000 $           | 227 853 986 $          | 1 844 828 entrées  | 430 696 entrées   | 25 000 000 $  | ,         |
| L'Arme fatale 3 | 1992   | 144 731 527 $          | 177 000 000 $          | 321 731 527 $          | 4 480 670 entrées  | 837 048 entrées   | 35 000 000 $  | ,         |
| L'Arme fatale 4 | 1998   | 130 444 603 $          | 155 000 000 $          | 285 444 603 $          | 3 303 483 entrées  | 641 960 entrées   | 140 000 000 $ | ,         |
| Totaux          | Totaux | 487 637 243 $          | 467 600 000 $          | 955 237 243 $          | 11 486 502 entrées | 2 327 722 entrées | 215 000 000 $ |           |